# 이삭토스트
이삭토스트(영어: Isaac Toast)는 1995년 개인사업을 시작으로 2003년 가맹사업을 시작하여 (주)이삭 본사의 윤리적 경영 및 상생의 철학 아래 운영되는 대한민국 토스트 브랜드이다.

## 연혁
이삭토스트는 1995년도에 현재 이삭토스트 CEO 김하경의 개인 사업으로 시작했다가, 2003년에 상표가 등록됐고, 2004년에 (주)이삭이 설립되었다. 2014년 대한민국 전국에 700개의 가맹점을 달성했으며 마카오로 해외진출을 했다. 또한 2017년에는 말레이시아와 필리핀으로 진출했으며 2018년에는 대한민국 전국에 800개의 가맹점을 달성하기도 했으며 싱가폴, 홍콩으로까지 해외진출을 달성했다.